# Santa Cristina d'Aspromonte
Santa Cristina d'Aspromonte er en by i Calabrien, Italien med 763 (2023) indbyggere.